# 詩里亞
詩里亞（Seria）是汶萊馬來奕縣一座南海邊的城市，其名稱為東南工業保留區（South East Reserved Industrial Area）的首字簡寫，為英國殖民者所取，當地原名為伯拉瓦草场，意為「鴿子的草場」 。
詩里亞位於首都斯里巴加湾西方約65公里，2016年統計人口為3,625人。此城市位於紅樹林中。1929年汶萊的首座油田詩里亞油田在此被發現，從此成為該國的石油工業重鎮。

## 歷史

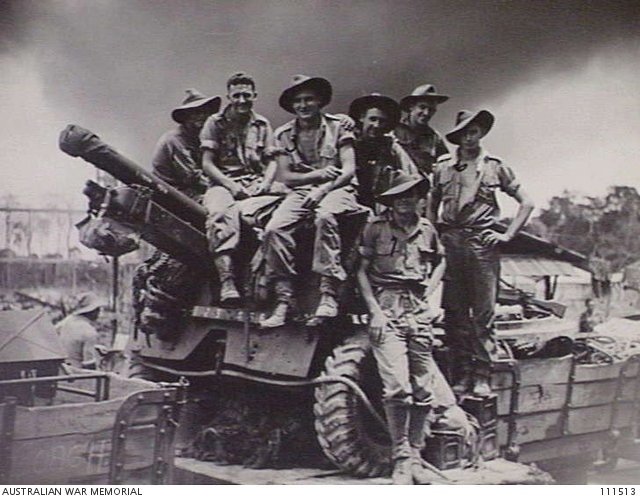
1945年7月12日北婆羅洲戰役期間，數名澳洲軍人在詩里亞與QF 25磅榴彈炮合影

1929年，英属马来亚石油公司（British Malayan Petroleum Company，BMPC）在此地發現石油，同年第一口油井完工，1931年開始生產，1932年開始出口。
第二次世界大戰期間，詩里亞是汶萊第一個被日軍入侵的地點。1941年12月16日（珍珠港事變後9天），川口支隊在此地上岸，英軍隨即將當地油田摧毀以避免落入日軍手中。1945年4月28日美國海軍進攻被日軍佔領的詩里亞，同年6月29日澳大利亞陸軍第9師成功佔領詩里亞，當時油田已被燒毀，直至該年11月才得以恢復生產，原有的城鎮也泰半遭到摧毀。
1950年1月13日，兩架英國空軍的蚊式轟炸機在詩里亞上空相撞墜毀。
1962年汶萊叛亂期間，發動起義的汶萊人民黨一度控制了詩里亞，但於12月11日遭英軍逐出。

## 行政區劃
詩里亞屬汶萊馬來奕縣詩里亞區（詩里亞巫金），可分為以下兩區：
| 區   | 人口 （2016年） | 郵政編碼 |
| ---- | --------------- | -------- |
|      | 2,413           | KB1133   |
|      | 1,212           | KB1233   |
| 總計 | 3,625           | -        |

## 氣候
| 詩里亞            | 詩里亞     | 詩里亞    | 詩里亞    | 詩里亞    | 詩里亞    | 詩里亞   | 詩里亞    | 詩里亞    | 詩里亞     | 詩里亞     | 詩里亞     | 詩里亞     | 詩里亞        |
| 月份              | 1月        | 2月       | 3月       | 4月       | 5月       | 6月      | 7月       | 8月       | 9月        | 10月       | 11月       | 12月       | 全年          |
| ----------------- | ---------- | --------- | --------- | --------- | --------- | -------- | --------- | --------- | ---------- | ---------- | ---------- | ---------- | ------------- |
| 平均高温 °C（°F） | 30 (86)    | 30 (86)   | 31 (87)   | 31 (88)   | 31 (88)   | 31 (88)  | 31 (88)   | 31 (88)   | 31 (87)    | 31 (87)    | 31 (87)    | 31 (87)    | 31 (87)       |
| 平均低温 °C（°F） | 23 (74)    | 23 (74)   | 23 (74)   | 24 (75)   | 24 (75)   | 24 (75)  | 23 (74)   | 23 (74)   | 23 (74)    | 23 (74)    | 23 (74)    | 23 (74)    | 23 (74)       |
| 平均降水量 mm（） | 430 (16.8) | 170 (6.5) | 140 (5.5) | 110 (4.4) | 210 (8.2) | 300 (12) | 220 (8.5) | 210 (8.4) | 300 (11.8) | 300 (11.7) | 370 (14.5) | 290 (11.3) | 3,040 (119.6) |
| 来源：Weatherbase |            |           |           |           |           |          |           |           |            |            |            |            |               |

## 經濟

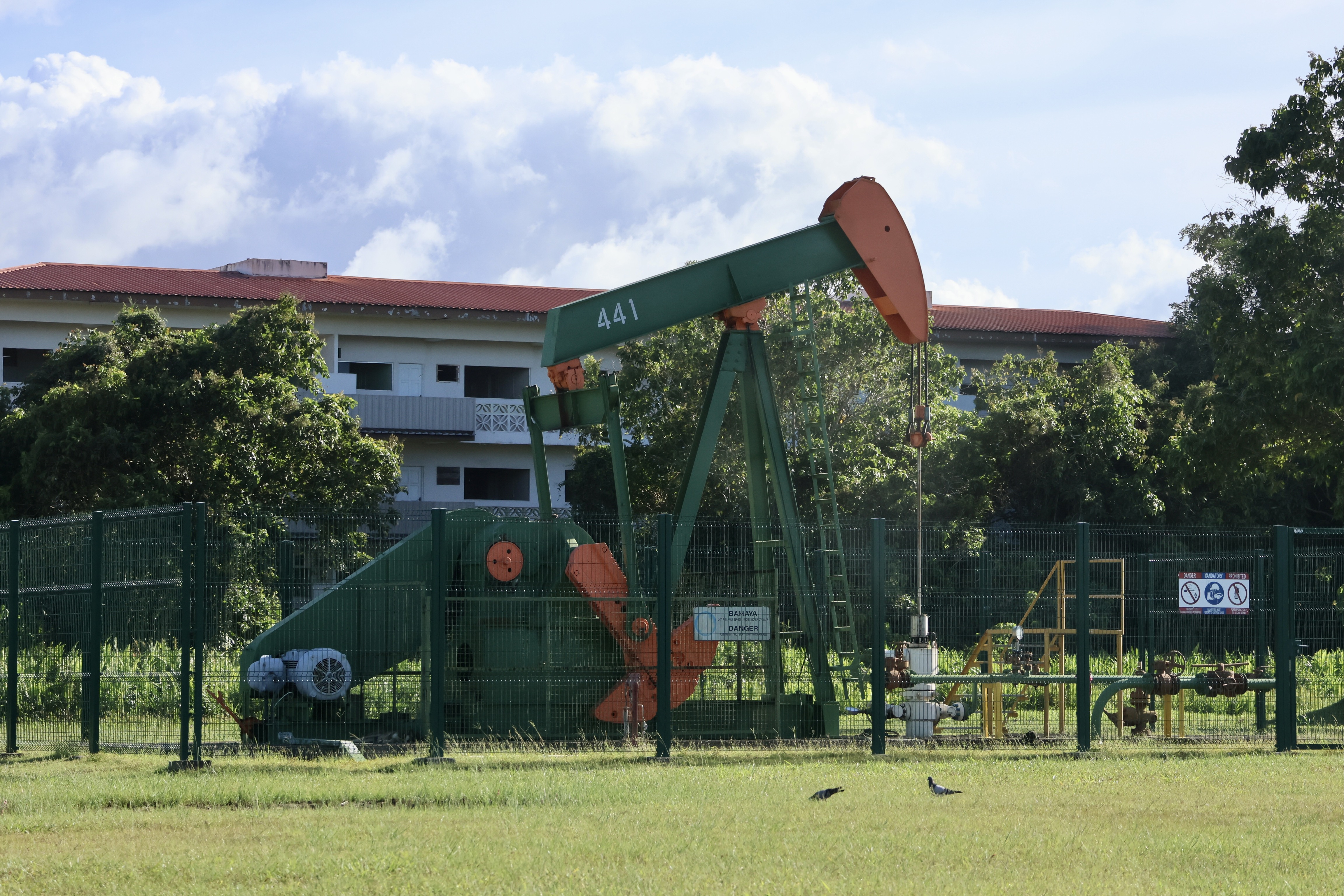
詩里亞煉油廠旁的抽油泵，攝於2023年

詩里亞為汶萊最大的油田詩里亞油田之所在地。汶萊殼牌石油公司（Brunei Shell Petroleum，BSP）的總部位於詩里亞西側的Panaga，在詩里亞設有大量石油工業的廠房設施。詩里亞煉油廠為汶萊全國唯一的煉油廠，此外詩里亞還有詩里亞原油碼頭（Seria Crude Oil Terminal，SCOT）、新油氣壓縮廠（New Gas Compression Plant，NGCP）、新工業園區（New Industrial Area，NIA）與詩里亞能源實驗室。原有的石油用水處理廠已因環保因素而停用。

## 交通
馬來奕公路西起馬來西亞邊界的雙溪都九，可連通汶萊的其他公路以通往其他城鎮。有巴士載客通往首都斯里巴加湾與馬來西亞的美里。
詩里亞現無鐵路或輕軌運輸，但仍可見戰前由英國馬來石油公司鋪設、用以供水的約13公里鐵道。在日軍佔領前，石油公司員工將鐵路的重要元件藏於隱密處，使日軍無法修復鐵路，1945年澳大利亞陸軍佔領此地時則迅速修復鐵路，用以運輸軍火以攻擊鄰近日軍。
詩里亞現無輪渡服務與客運機場，有一鄰近的安杜京起降場載運工作人員前往離岸的石油設施。另外室內的英軍叢林戰訓練學校中有一直升飛機場（ICAO：WBML）。

## 圖集

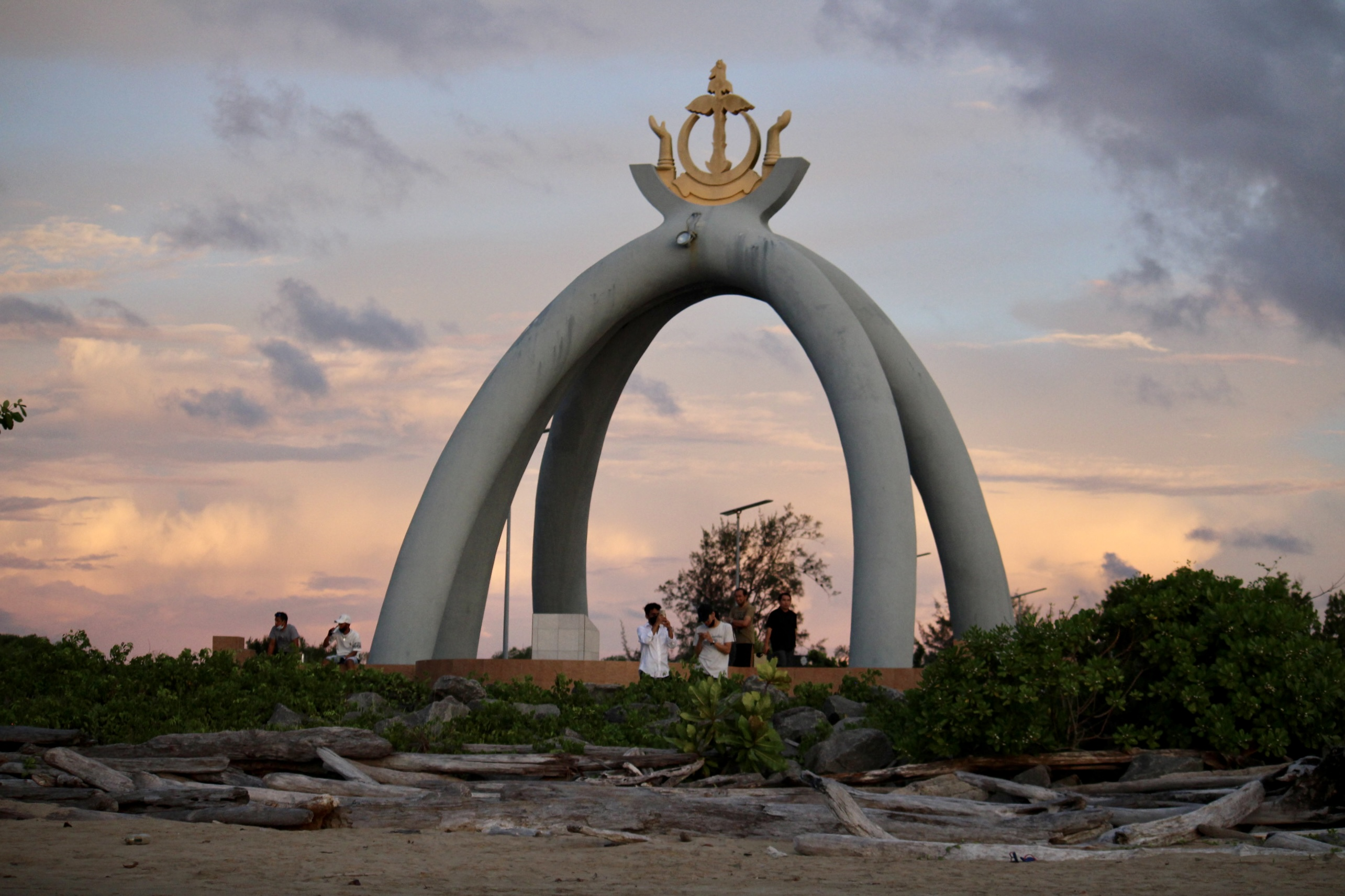
第十億桶原油紀念碑
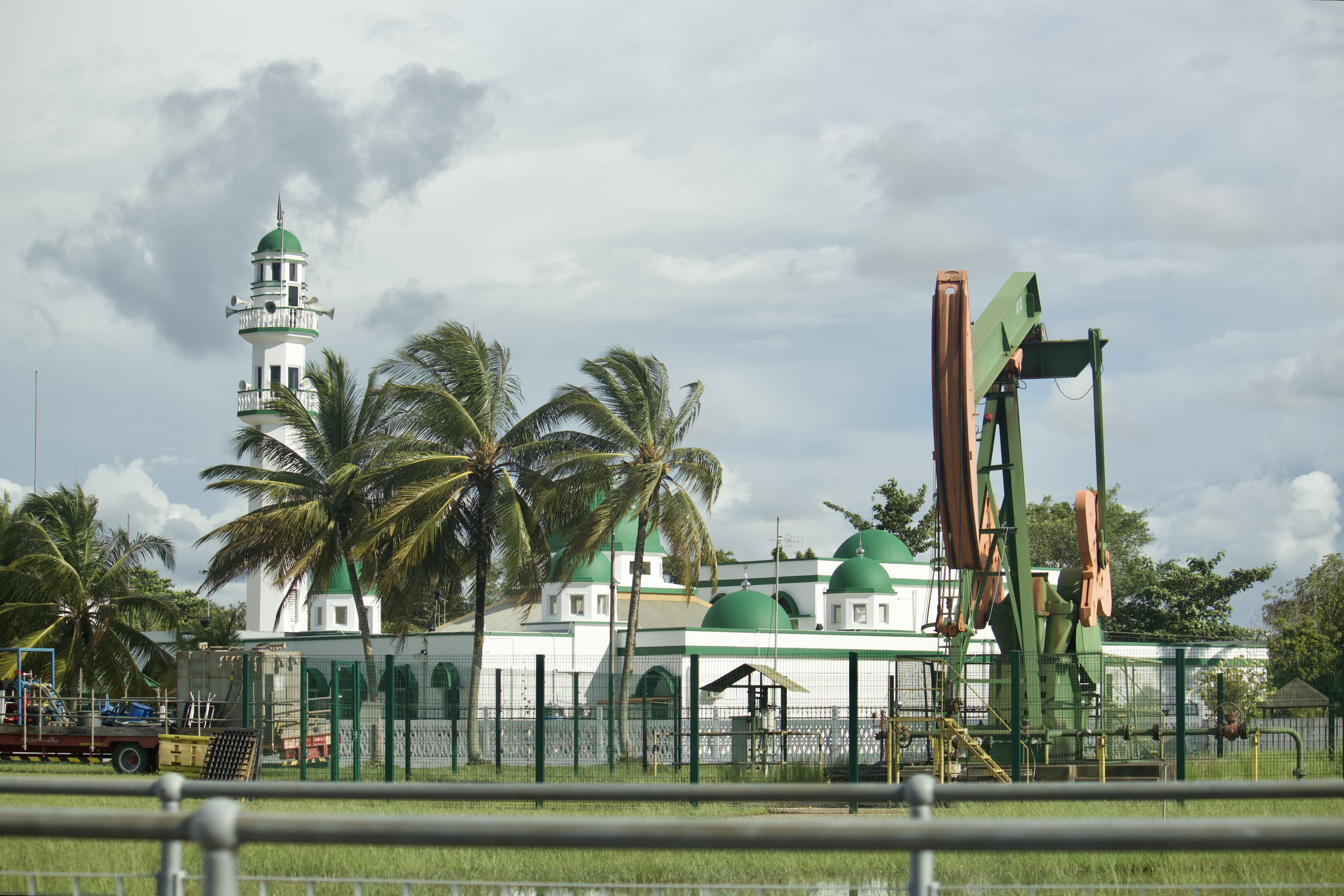
詩里亞清真寺
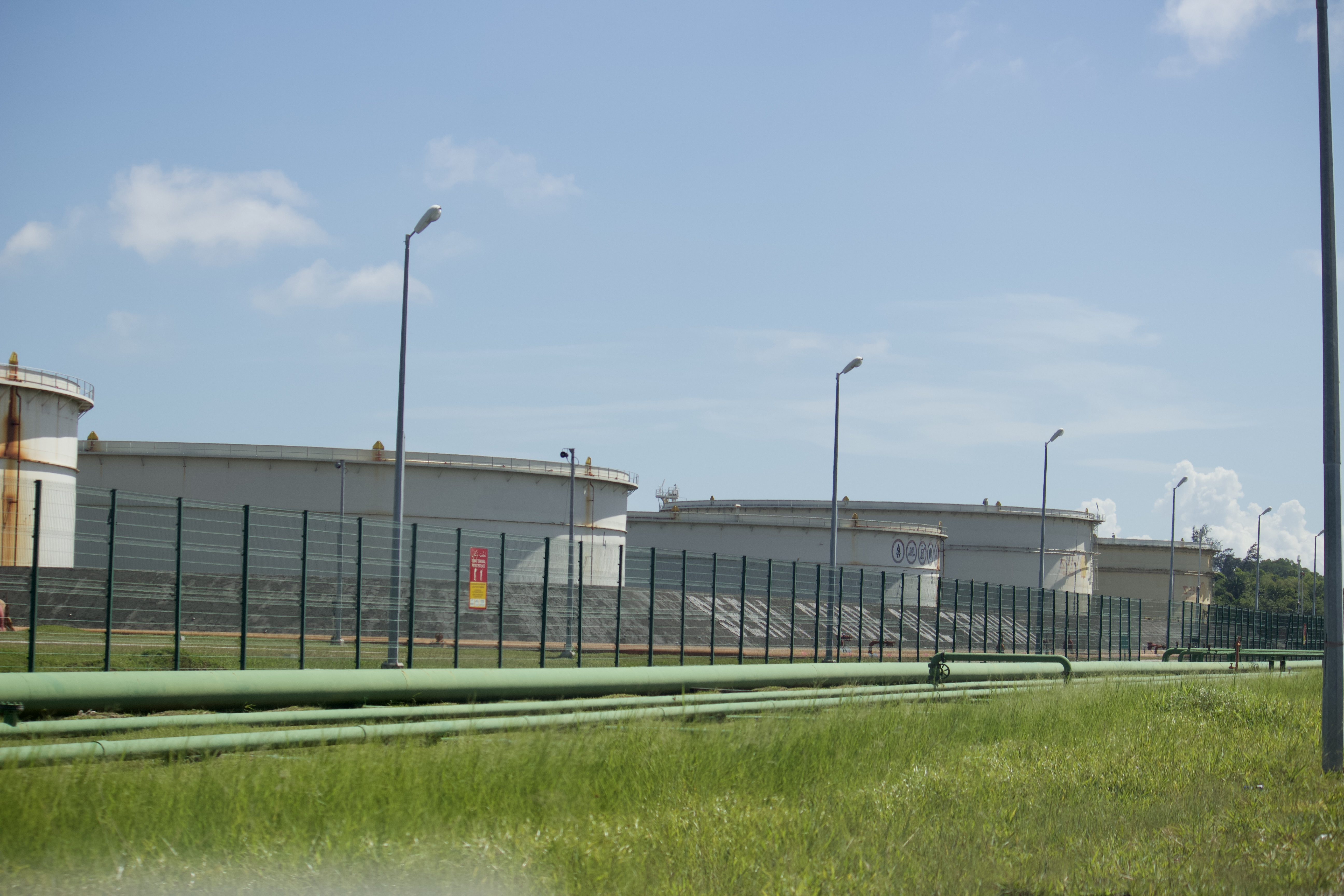
詩里亞原油碼頭
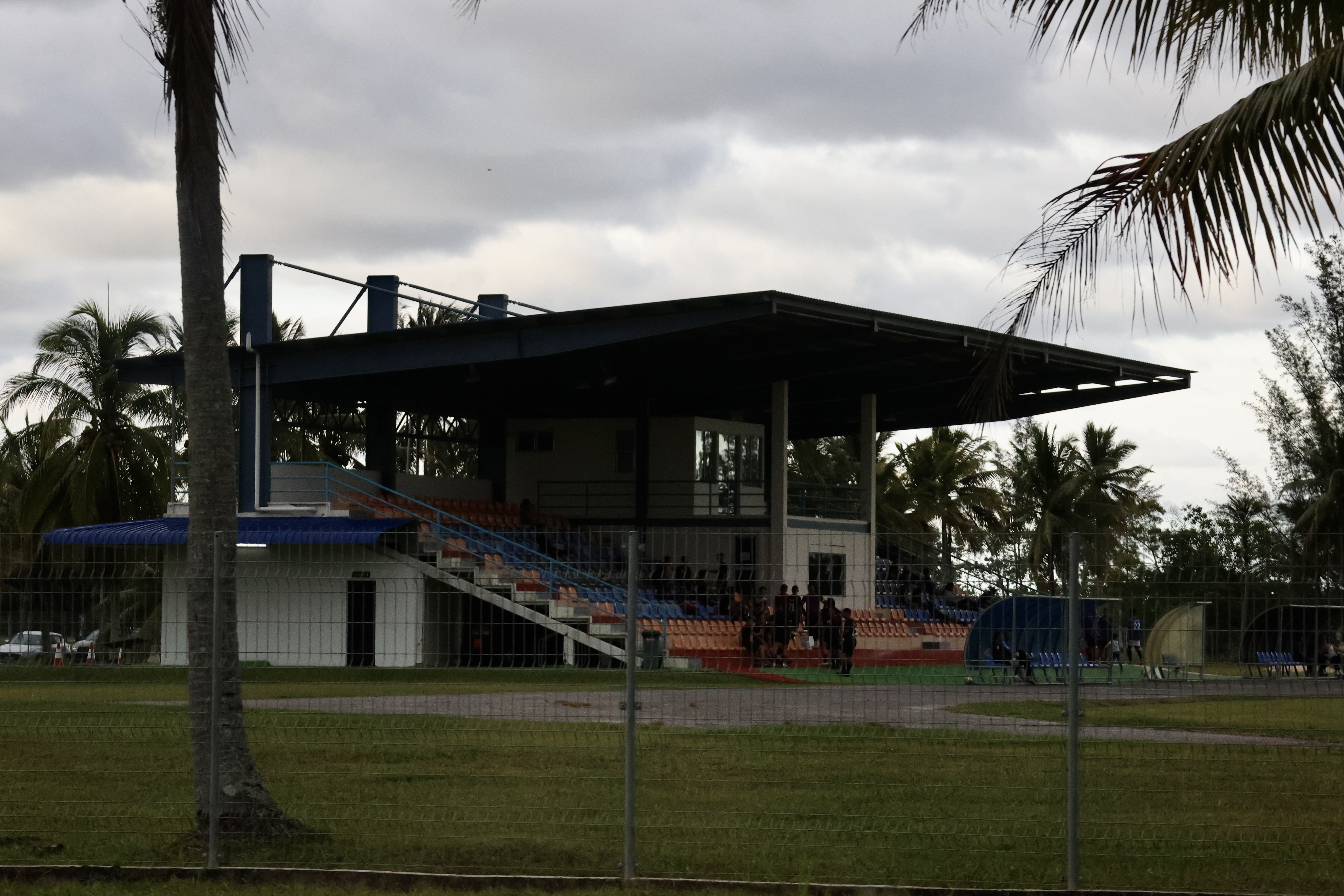
體育館
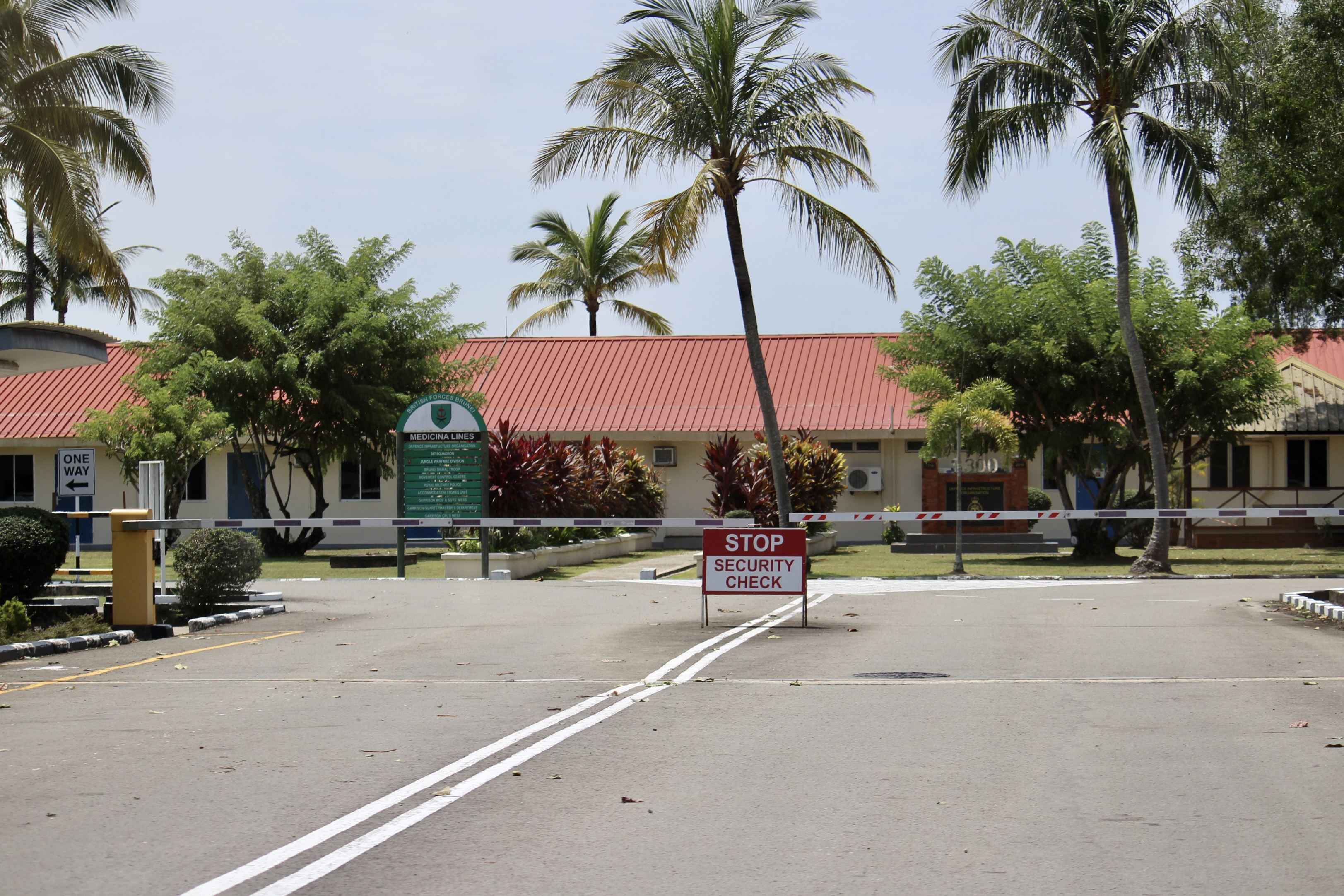
駐汶萊英軍（英语：British Forces Brunei）基地
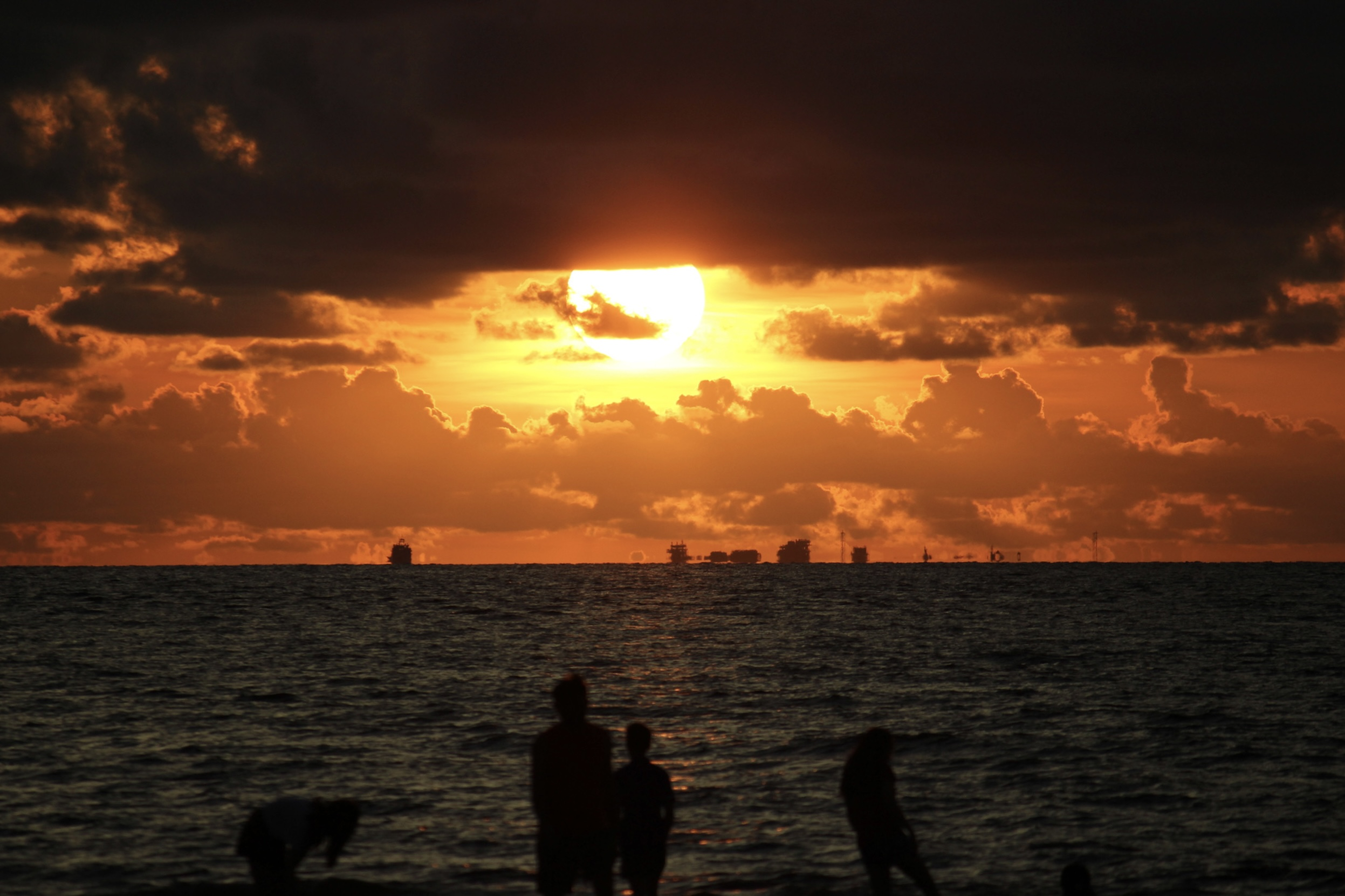
詩里亞海岸
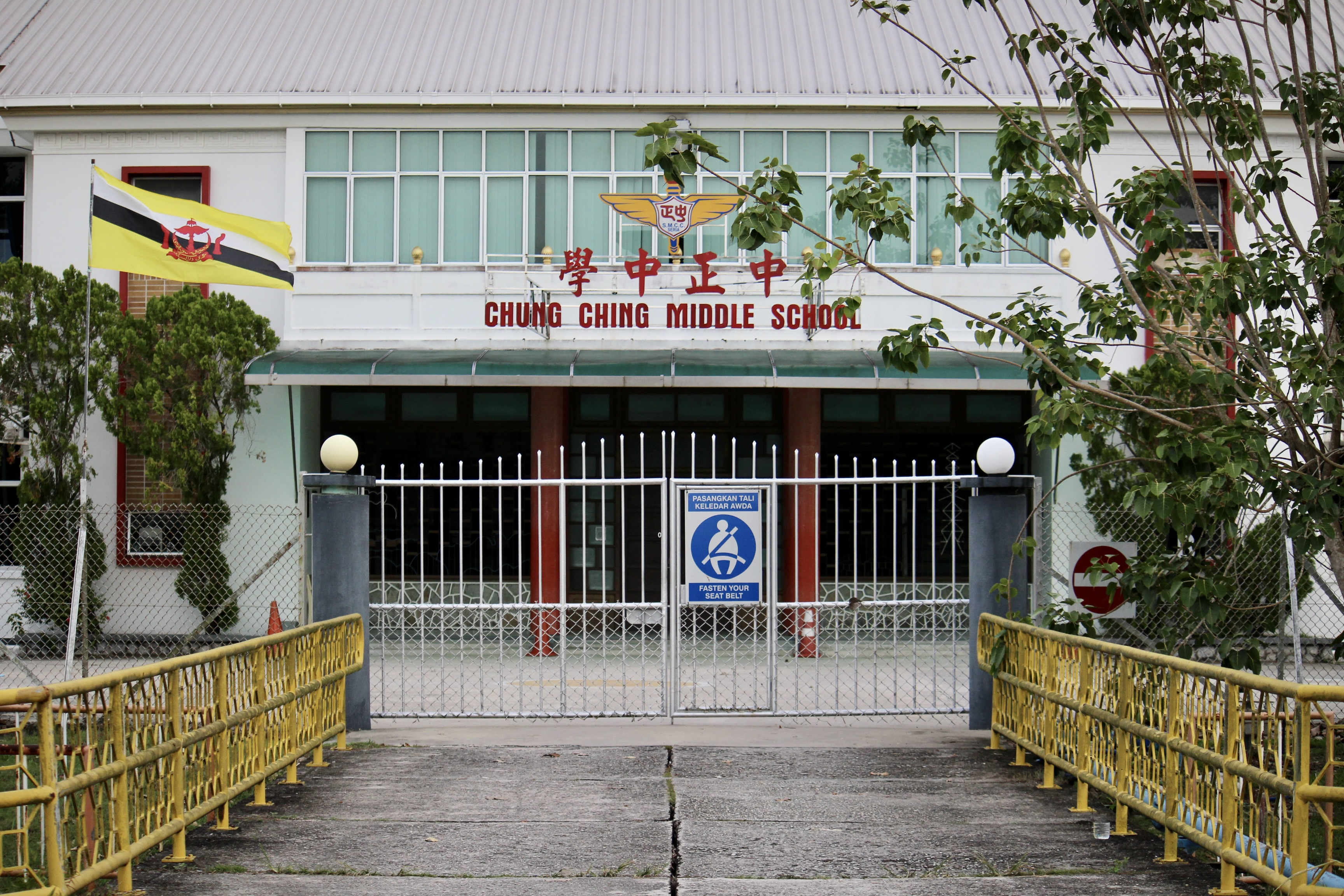
中正中學（英语：Chung Ching Middle School, Seria）
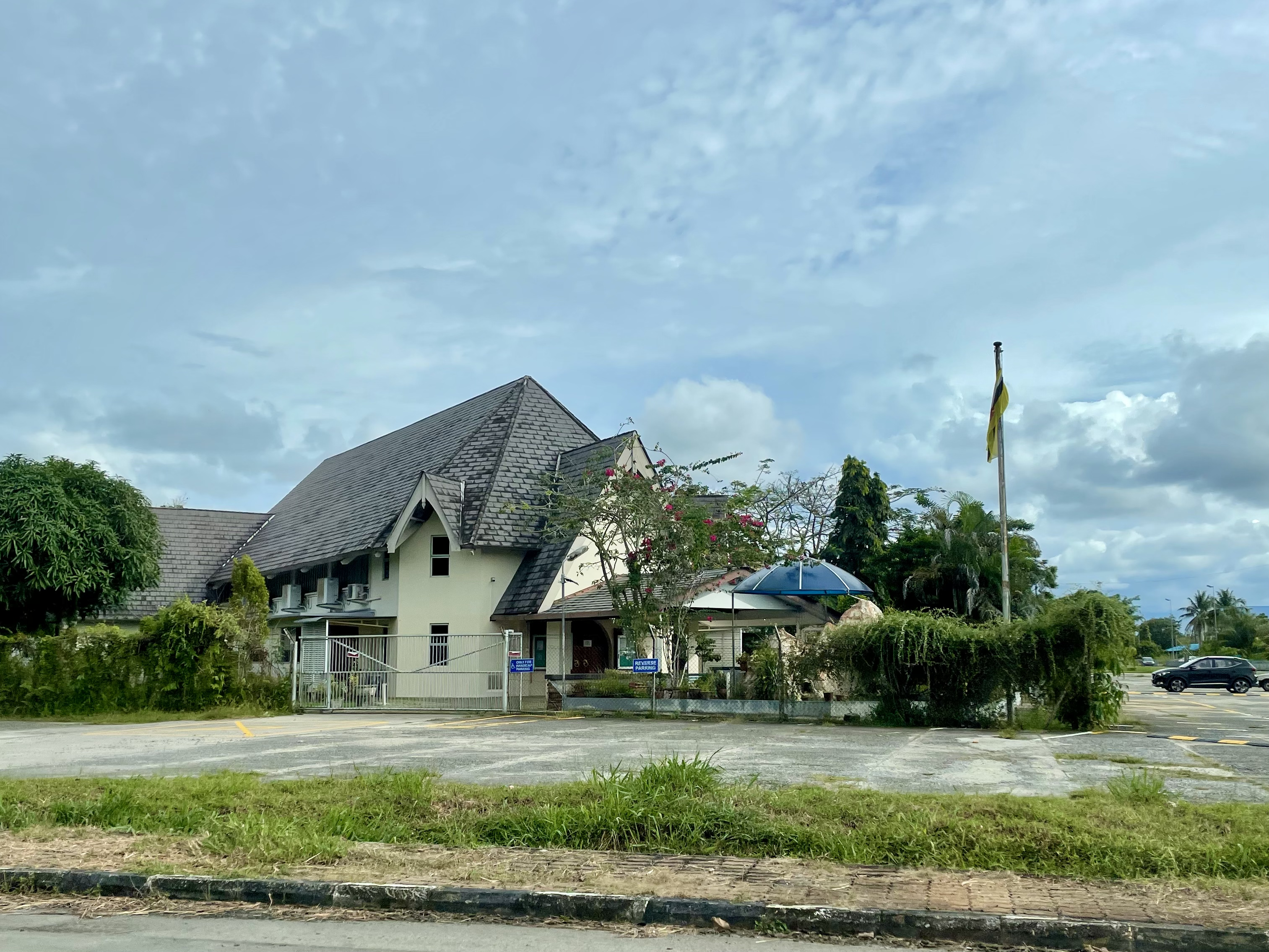
詩里亞聖母無染原罪教堂（英语：Church of Our Lady of Immaculate Conception, Seria）